# Лавалле, Александр

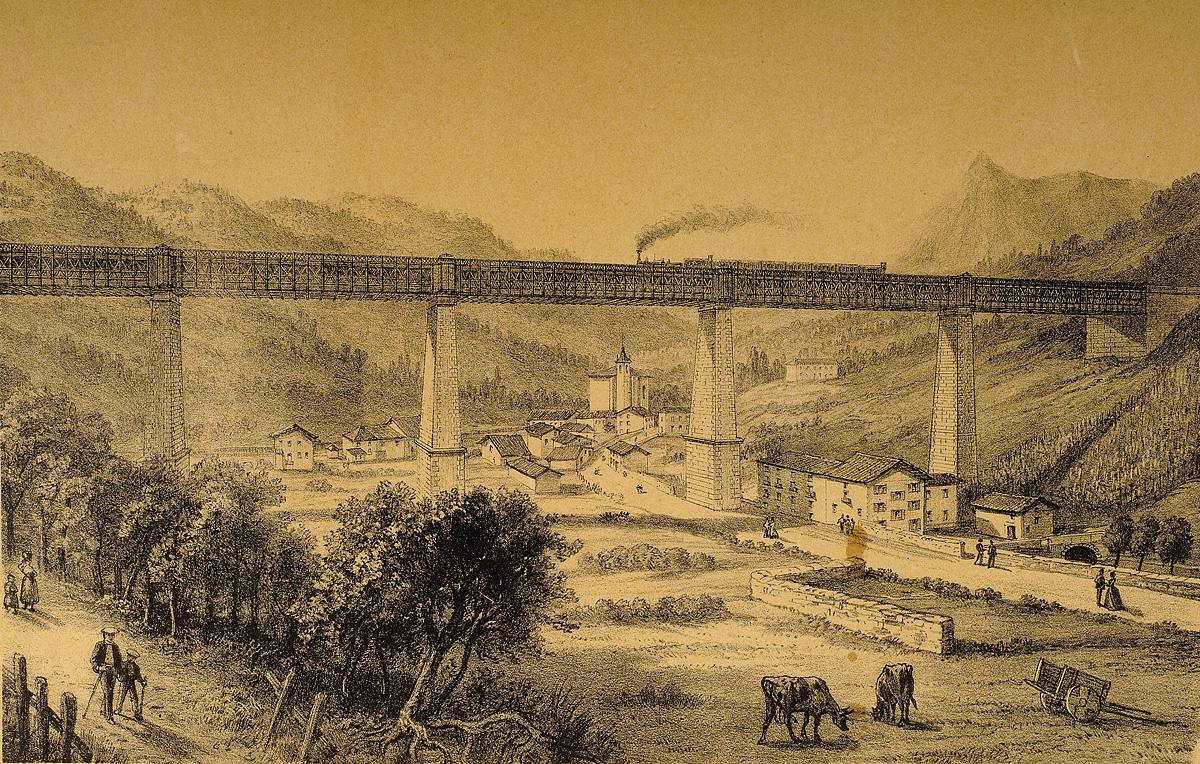
Железнодорожный виадук Ормайстеги

Александр-Теодор Лавалле (фр. Alexandre-Théodore Lavalley; 9 октября 1821, Progny, Эн — 20 июля 1892, замок Буа-Тийяр близ Пон-л’Эвек, Рё, Кальвадос, Нижняя Нормандия, Франция) — французский инженер и политический деятель.
Учился в средней школе в Туре и в политехнической школе в Париже. В 1842 пошел служить в инженерные войска. После отставки работал механиком в Англии.
Вернувшись из Англии во Францию устроился в фирму Ernest Goüin et compagnie, Эрнест Гуэн поручил ему руководить конструкторским бюро локомотивов. Работал инженером на строительстве Суэцкого канала и на острове Реюньоне заведовал постройкой сооружений в порту Пуант-де-Гале и железной дороги от порта в глубь острова.
25 января 1885 года был избран сенатором от Кальвадоса. Стал политиком левого направления. Опубликовал: «Communications de la Societé des ingenieurs civils sur les travaux de l’isthme de Suez» (П., 1866—1869), «Note sur le tunnel entre la France et l’Angleterre» (П., 1877) и др.
Умер 20 июля 1892 года в замке Буа-Тийяр близ Пон-л’Эвек.